# Stráž (ort i Tjeckien, Plzeň, lat 49,41, long 12,91)
Stráž är en ort i Tjeckien.   Den ligger i regionen Plzeň, i den västra delen av landet, 130 km sydväst om huvudstaden Prag. Stráž ligger 506 meter över havet och antalet invånare är 229.
Terrängen runt Stráž är platt åt nordost, men åt sydväst är den kuperad. Runt Stráž är det ganska glesbefolkat, med 47 invånare per kvadratkilometer. Närmaste större samhälle är Domažlice, 3,1 km norr om Stráž. I omgivningarna runt Stráž växer i huvudsak blandskog.